# Amarillo, Texas
Pentru alte sensuri, vedeți Amarillo (dezambiguizare).
Amarillo (pronunție în engleză [æməˈrɪlɵ]) este cel de-al 14-lea cel mai populat oraș din statul  Texas, cel mai mare din zona numită Texas Panhandle și sediul comitatului Potter. O porțiune semnificativ din partea de sud a orașului se extinde în comitatul Randall. Populația totală era de 173.627 de locuitori la recensământul din 2000.

## Istoric

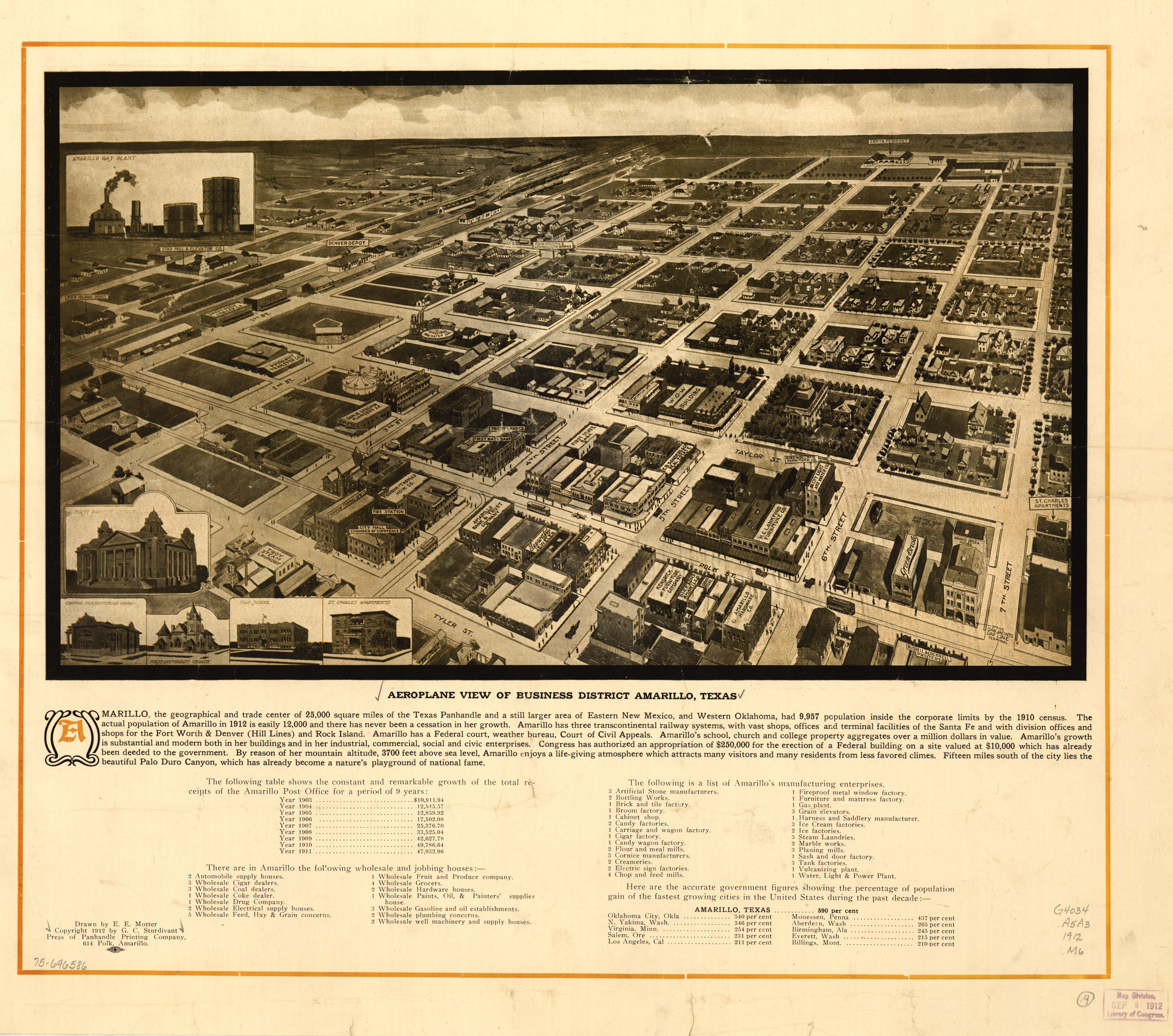

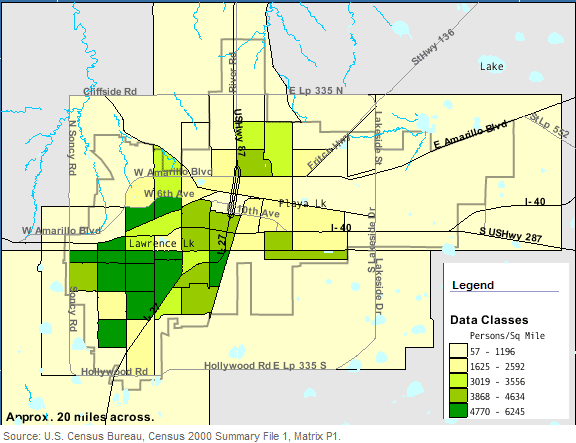

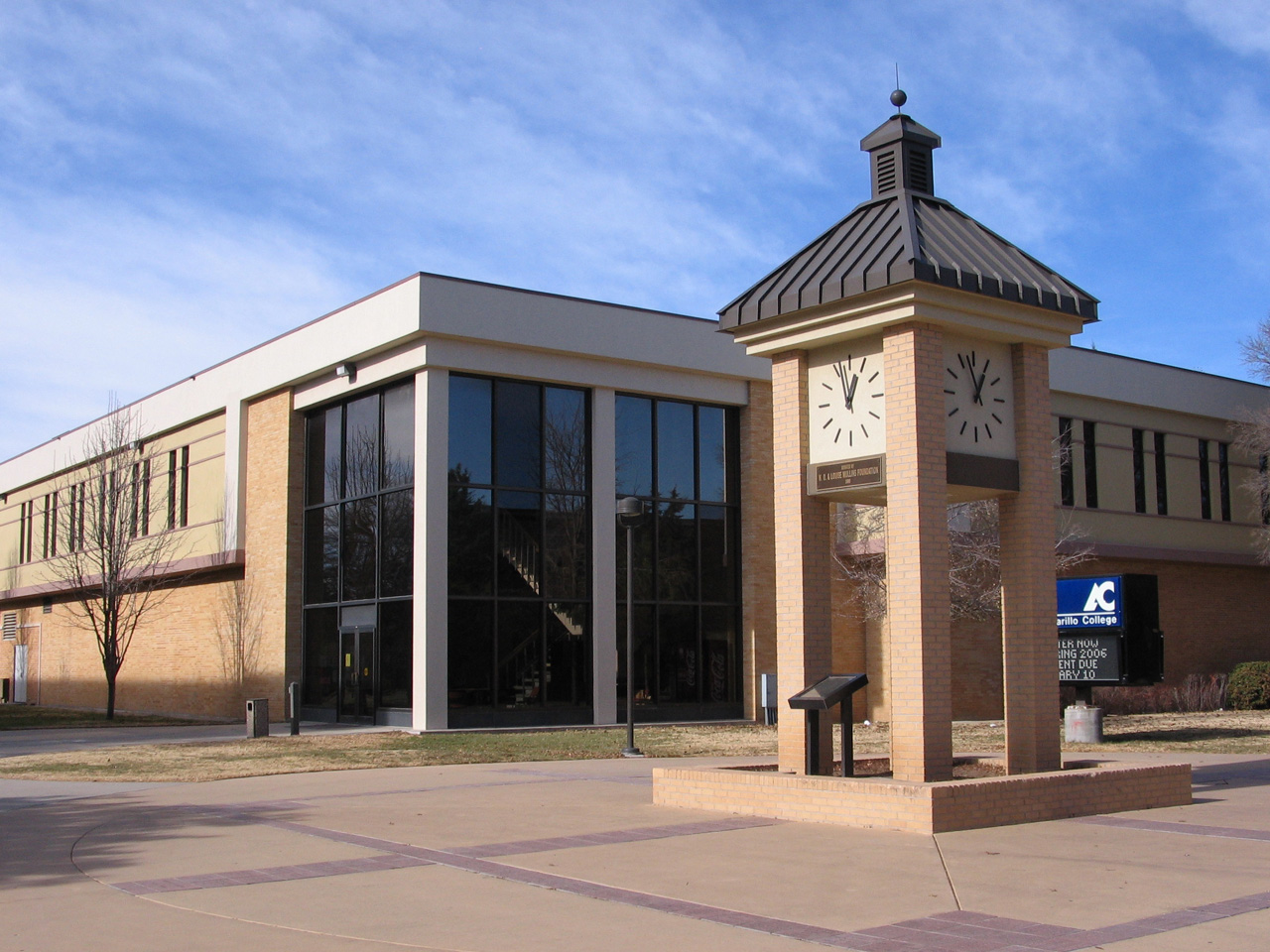

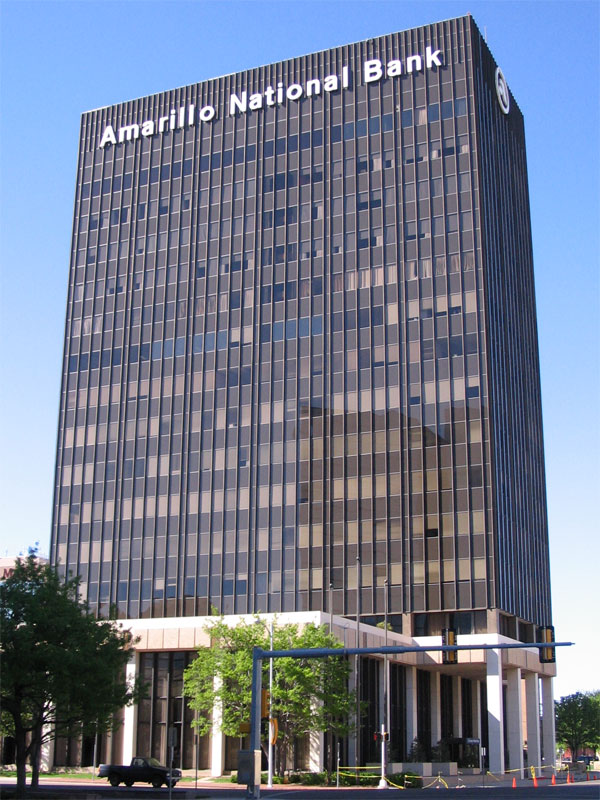

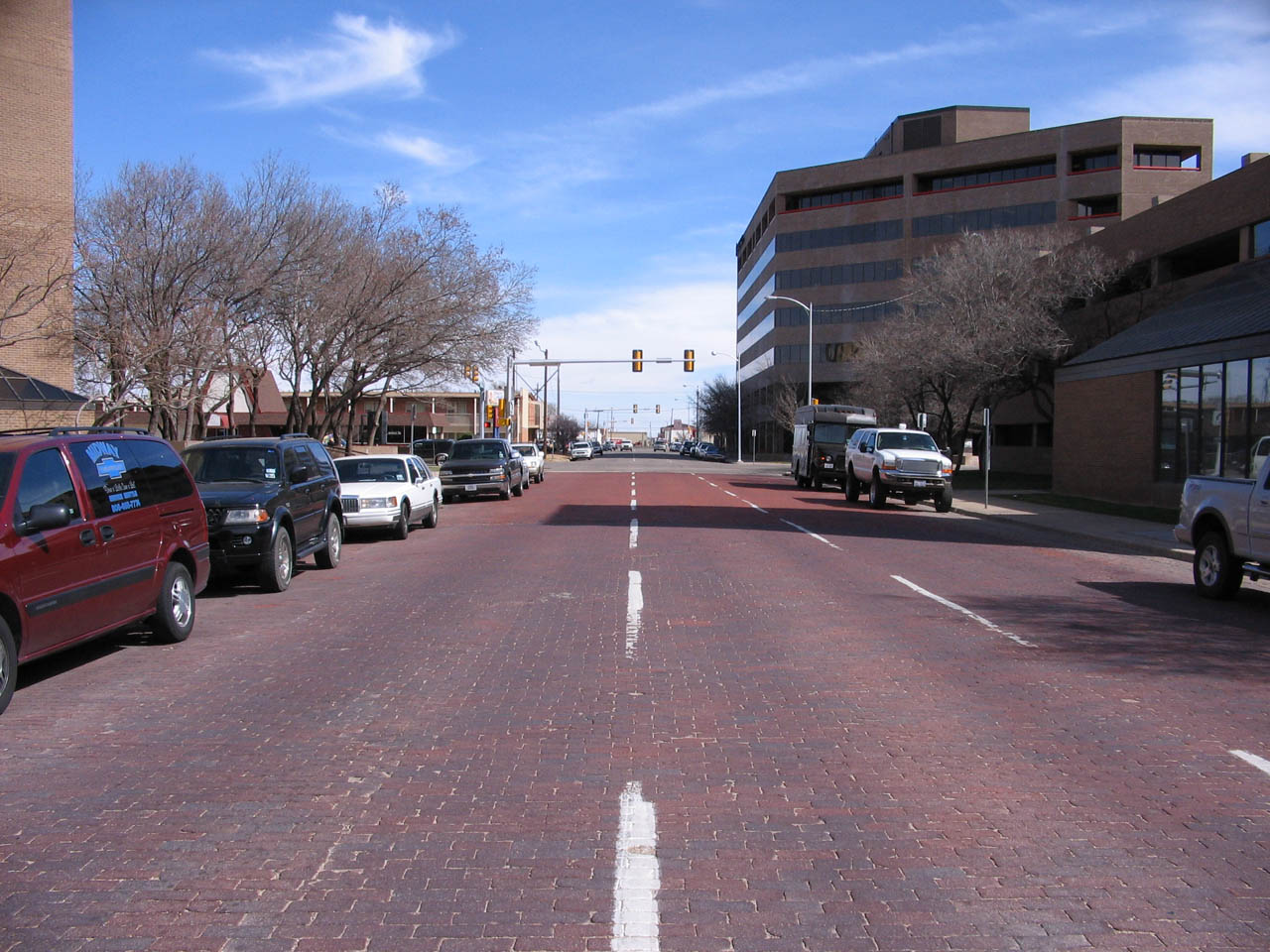

Amarillo este menționat în cântecul Route 66.